# Estación Rolón
Rolón es una estación de ferrocarril ubicada en la localidad del mismo nombre, departamento Atreucó, Provincia de La Pampa, Argentina.

## Servicios
Pertenece al Ferrocarril Domingo Faustino Sarmiento en su ramal entre Rivera y Doblas.
No presta servicios de pasajeros desde 1978, sin embargo por sus vías corren trenes de carga, a cargo de la empresa Ferroexpreso Pampeano.
El servicio ferroviario no puede brindarse dada las malas condiciones de infraestructura de las vías. Estas se encuentran con durmientes en mal estado y el espacio socavado por la inundación del 2000-2001. Se ha solicitado la refacción de dichas vías para que vuelva a funcionar el servicio en la localidad.